# Windows Embedded
 (août 2014).

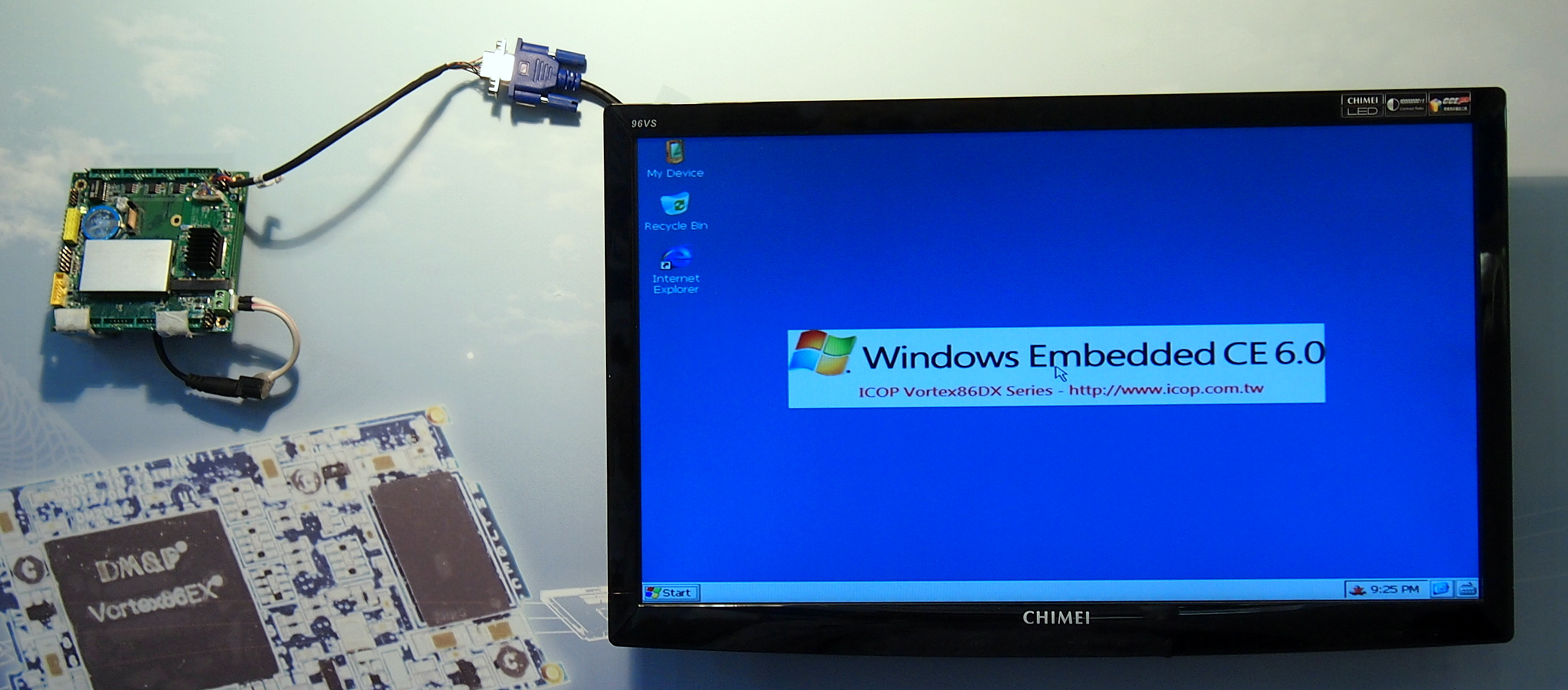
Windows Embedded sur un ICOP Vortex 86DX

Windows Embedded est une famille de systèmes d'exploitation de Microsoft destinés à être utilisés dans des systèmes embarqués. Microsoft a créé quatre différentes catégories de systèmes d'exploitation pour appareils embarqués visant un marché très large, allant d'appareils de temps réel jusqu'aux caisses enregistreuses de magasins. Les systèmes d'exploitation Windows Embedded sont uniquement disponibles pour les constructeurs OEM qui les vendent préchargés avec le matériel pour les utilisateurs finaux.

## Histoire
Windows 3.x avait une version embarquée trouvée généralement sur les systèmes de caisse. Dans la série NT, le produit s'appelait « XPembedded ». Dans la série Windows CE, on trouve Phone Edition and Mobile Edition. La version actuelle basée sur Windows CE est la version 6.0 R3 qui peut tourner sur ARM, x86 ainsi que sur les architectures dérivées. Il s'agit d'un système d'exploitation temps-réel. Un framework .NET, un framework UI et certains pilotes open source et des services sont également inclus.

## La famille Windows Embedded

### Windows Embedded Compact

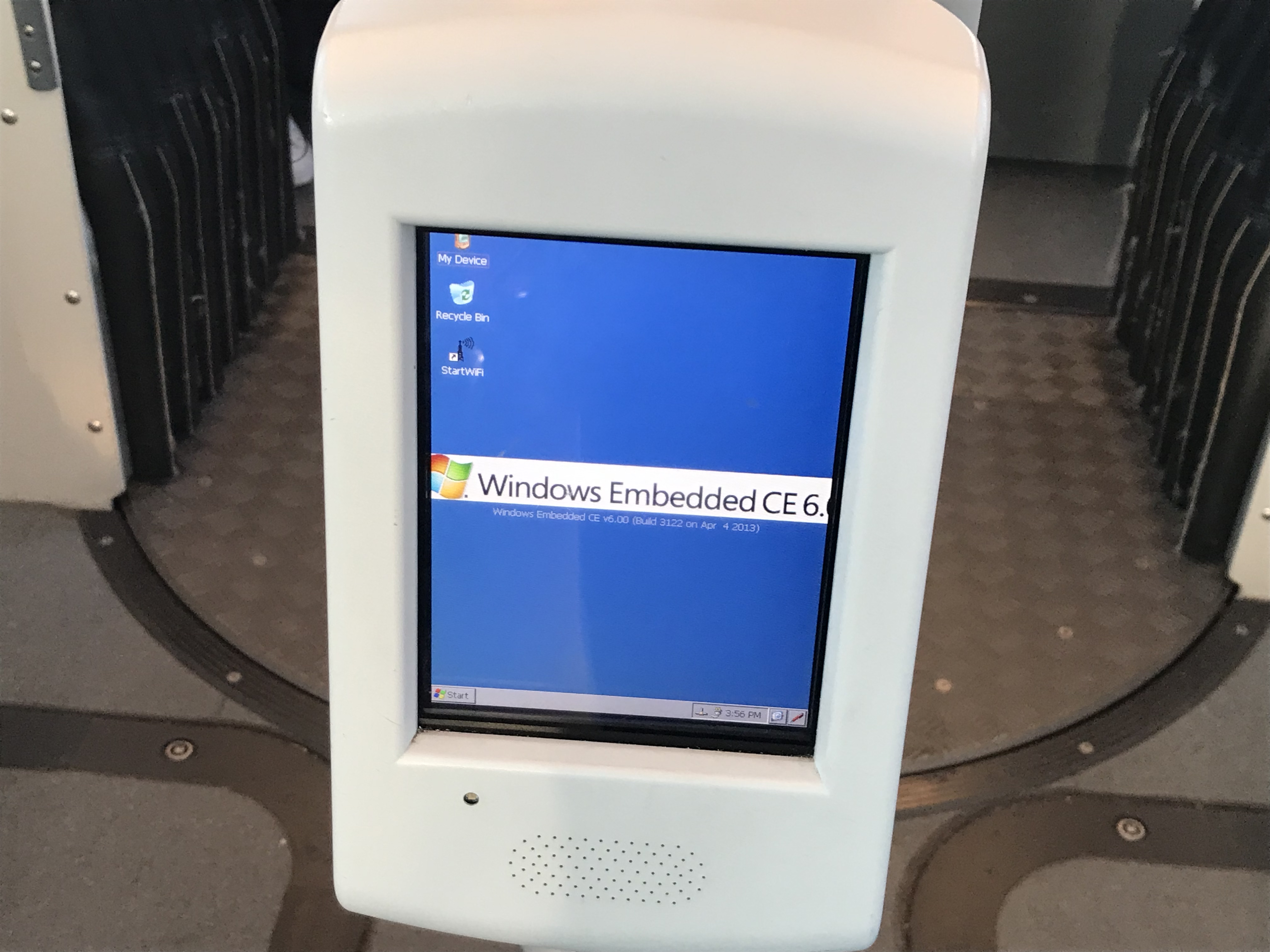
Windows Embedded Compact CE 6.0 sur un valideur de titres de transport dans un tramway.

Windows Embedded Compact (précédemment connu sous le nom de Windows Embedded CE ou Windows CE) est la version de Windows Embedded pour les ordinateurs à très faible puissance et les systèmes embarqués, y compris les appareils électroniques grand public comme des décodeurs et des consoles de jeux. Windows Embedded Compact est un système d'exploitation modulaire en temps réel avec un noyau spécialisé qui peut s'exécuter avec moins d'1 Mo de mémoire. Il est livré avec l'outil Platform Builder qui peut être utilisé pour rajouter des modules à l'image d'installation afin de créer une installation personnalisée, en fonction du type de périphérique. Windows Embedded Compact est disponible pour les architectures processeur ARM, MIPS, SuperH et x86.
Microsoft met également à disposition une version spécialisée de Windows Embedded Compact, connue sous le nom de Windows Mobile, pour utilisation dans les téléphones mobiles et PDA. C'est une édition spécialisée de Windows Embedded Compact possédant des modules spécialisés pour une utilisation dans les téléphones mobiles. Windows Mobile est disponible en quatre versions: Windows Mobile Classic (pour Pocket PC), Windows Mobile Standard (pour les smartphones), Windows Mobile Professional (pour PDA/Pocket PC) et Windows Mobile for Automotive (pour les systèmes de communication et de divertissement dans les automobiles). Une version modifiée de Windows Mobile a été également utilisée pour des systèmes Media Center portables.

### Windows Embedded Standard
Windows Embedded Standard (2009) est la version mise à jour de Windows XP Embedded, la version entièrement modulaire de Windows XP Professionnel et le successeur de Windows NT 4.0 Embedded. Il fournit l'API complète Win32 et est disponible pour les processeurs x86. Windows Embedded Standard 2009 est dérivé de Windows XP Embedded depuis que Microsoft au moment de son développement n'avait pas créé de version modulaire de Windows Vista. Windows Embedded Standard 2009 inclut Silverlight, le .NET Framework 3.5, Internet Explorer 7, Windows Media Player 11, RDP 6.1, Network Access Protection, Microsoft Baseline Security Analyzer et le support du contrôle par le Windows Server Update Services et le System Center Configuration Manager.
Microsoft a annoncé que la prochaine version, Windows Embedded Standard 2011, sera basé sur Windows 7 qui a été précédemment connu sous son nom de code 'Quebec'. Windows Embedded Standard 2011 a prévu d'inclure des fonctionnalités de Windows Vista et Windows 7 telles que Aero, SuperFetch, ReadyBoost, BitLocker Drive Encryption, Windows Firewall, Windows Defender, Address space layout randomization, Windows Presentation Foundation, Silverlight 2 ainsi que certains autres packages. Il sera disponible dans des versions x86 et x64 et devrait être publié au cours de l'année 2010. Selon les témoignages, il utiliserait plus d'espace disque (~ 300 Mo) en comparaison des 40 Mo nécessaires pour XPe et nécessiterait également l'activation du produit.
Deux versions bêta de Windows Embedded Standard 2011 ont été publiées. Windows Embedded Standard 7 est sorti officiellement le 27 avril 2010.

### Windows Embedded Enterprise
Windows Embedded Enterprise est une marque des systèmes d'exploitation Windows Embedded se composant de Windows XP et Windows Vista pour les systèmes embarqués, qui sont les mêmes versions que les systèmes d'exploitation qui sont disponibles dans les commerces, mais sont sous licence pour un usage exclusif dans les systèmes embarqués. Ils sont disponibles pour les processeurs x86 ainsi que x86-64 (x64).

### Windows Embedded POSReady
Windows Embedded POSReady est la version des systèmes d'exploitation Windows Embedded pour les points de vente, y compris les kiosques de vente et distributeurs automatiques. Actuellement, cette version est limitée à Windows Embedded for Point of Service Operating System qui est basé sur Windows XP Embedded.

### Windows Embedded NAVReady
Windows Embedded NavReady est un produit de développement avec un ensemble de fonctionnalités innovantes qui sont compatibles avec Windows CE 5.0 et sont prêts à être mis en œuvre sur un appareil de navigation portable (PND).

### Windows Embedded Server
C’est un système d'exploitation Microsoft pour serveur. Il est adapté pour fonctionner dans un système embarqué composé d'applications et d'un matériel spécifiques.

## Exemples d'appareils utilisant Windows Embedded
- Téléviseurs et autres écrans LCD d'information (publicité etc)
- Systèmes de caisse
- Lecteurs de code-barres reliés au réseau de l'entreprise
- Navigateurs GPS
- Distributeurs de billets automatiques

## Source
- (en) Cet article est partiellement ou en totalité issu de l’article de Wikipédia en anglais intitulé « Windows Embedded » (voir la liste des auteurs).